# Trubínský vrch
Trubínský vrch (370 m n. m.) je přírodní památka severozápadně od obce Trubín. Strmým jižním svahem se vypíná přibližně 70 metrů nad korytem Trubínského potoka. Přírodní památka se vyznačuje zachovalým ekosystémem skalní stepi s bohatou flórou a faunou a také s výskytem vzácných teplomilných druhů. Jižní svah a vršek Trubínského vrchu tvoří bazalt (diabas), který je součástí komárovského vulkanického komplexu (ordovik).